# Grand Unification Part 1
Grand Unification Part 1 és el segon single de l'àlbum de Fightstar, Grand Unification. Hi ha dos vídeos musicals d'aquesta cançó. Un dels vídeos és una mescla de Fightstar tocant en, el que semblaria un tipus de cova o habitació, amb escenes de Bola de drac Z. El segon vídeo és de la banda tocant en el mateix tipus de cova o habitació però sense les escenes de Bola de drac Z.

## Llista de pistes
CD
1. "Grand Unification Pt. 1"
2. "The Days I Recall Being Wonderful" (Cover de Last Days of April)
3. "Waste A Moment" (Acoustic)

Vinil de 7":
1. "Grand Unification Pt. 1"
2. "Palahniuk's Laughter" (En directe)

DVD
1. "Grand Unification Pt. 1" (Vídeo)
2. "Take You Home"
3. 10 minutes de caminata pel Japó

## Posició a les llistes
| Llista (2005)       | Posició |
| ------------------- | ------- |
| UK Singles Chart    | 20      |
| Irish Singles Chart | 41      |

## Personal
- Charlie Simpson — Veu, Guitarra, Teclat
- Alex Westaway — Veu, Guitarra
- Dan Haigh — Baix
- Omar Abidi — Bateria, Percussió